# 김경배 (MBC)
김경배는 대한민국의 MBC 보도국 영상취재부 기자이다.  1996년 한국 TV 카메라 기자상 수상을 수상했다.

## 수상
- 1996년 한국 TV 카메라 기자상 수상